# Río Warrego
El río Warrego es un río intermitente que forma parte de la cuenca del río Darling, dentro de la cuenca Murray-Darling, ubicada en el suroeste de Queensland y en la región de Orana, Nueva Gales del Sur, Australia. El río Warrego es el afluente más septentrional del río Darling. 

## Curso y características
Nace bajo el monte Ka Ka Mundi, en la cordillera Carnarvon, cerca de Tambo (Queensland), y fluye generalmente hacia el sur hasta confluir con el río Darling, aguas abajo de Bourke. Recibe las aguas de treinta y siete afluentes, entre los que se encuentran los ríos Nive y Langlo, y desciende 528 metros a lo largo de sus 1380 kilómetros  de recorrido. Atraviesa una serie de embalses: Dillalah Waterhole, Ten Mile Waterhole, la presa Lower Lila, la presa Six Mile, Turtle Waterhole y la presa Boera. 
Las ciudades de Augathella, Charleville, Wyandra y Cunnamulla están situadas a orillas del río.

### Caudal
La mayor parte de la cuenca del Warrego es demasiado seca para el cultivo y tiene precipitaciones muy irregulares, de entre 350 y 500 milímetros. En los suelos arcillosos más fértiles crece una vegetación natural de praderas, mientras que en las tierras rojas menos fértiles hay matorrales salinos. El uso predominante del suelo es el pastoreo de ovejas y ganado vacuno de baja intensidad, ya que el caudal del río es demasiado irregular para permitir el cultivo de regadío. El Warrego es esencialmente un río efímero: no es raro que pasen años sin que haya caudal en la cuenca y que solo en años húmedos, casi siempre asociados a fenómenos de La Niña, lleguen cantidades importantes de agua al río Darling.

### Canales
Por debajo de Wyandra, el río forma una serie de arroyos y ramificaciones que desembocan en él. Durante las crecidas, los arroyos Widgeegoara, Kudnapper y Noorama canalizan el agua hacia el arroyo Nebine, afluente del río Culgoa. El arroyo Cuttaburra conecta el Warrego con el río Paroo a través de un sistema de distribución que fluye por canales, aliviaderos y humedales. El brazo secundario del arroyo Irrara desemboca en el arroyo Kerribree, que atraviesa varios humedales antes de llegar al lago Utah. 

### Inundaciones
Cuando se produce La Niña, las inundaciones son habituales en el Warrego. Las principales inundaciones asociadas a este fenómeno se produjeron en 1950, entre 1954 y 1956, en 1971, 1973, 1998 y 2008. Curiosamente, la inundación más destructiva jamás registrada en el río ocurrió en ausencia de La Niña. En abril de 1990, como resultado de dos vaguadas muy intensas de vientos del este, cayeron más de 400 milímetros  de lluvia en Cunnamulla en dos semanas, más del doble de la precipitación anual en la mayoría de los años. El río y la mayoría de los afluentes del Darling alcanzaron niveles casi récord, y las localidades de Augathella y Charleville quedaron devastadas. En Charleville se registró un pico de altura del río de 8,54 metros.

## Fauna
El río Warrego es uno de los pocos ríos donde la perca plateada se reproduce de forma natural. La perca dorada y el bacalao Murray también se encuentran en el río.
La estación de Carnarvon, que en su día fue una gran propiedad ganadera ubicada en la cabecera del río, fue adquirida por el Fondo Australiano para el Patrimonio Rural en 2001. Esta propiedad, que abarca 590 kilómetros cuadrados, se destinó a la protección de especies de aves y animales en peligro de extinción.

## Etimología
El nombre Warrego es una palabra aborigen australiana del idioma bidyara, que se cree que significa "malo";  y también es un término aborigen que significa "río de arena". 
Dos buques de guerra de la Marina Real Australiana han sido bautizados como HMAS Warrego, nombre del río. La carretera Warrego debe su nombre al río.

## Patrimonio cultural
El bidjara (también conocido como bidyara, pitjara o peechara) es una lengua aborigen australiana hablada por el pueblo bidjara. La región lingüística del bidjara abarca el territorio dentro de los límites administrativos del Consejo del Condado de Murweh, en particular las localidades de Charleville, Augathella y Blackall, así como las propiedades de Nive Downs y Mount Tabor.
El gunya (también conocido como kunya, kunja, kurnja) es una lengua aborigen australiana hablada por el pueblo gunya. La región lingüística gunya abarca el territorio dentro de los límites administrativos del Consejo del Condado de Paroo, abarcando Cunnamulla y extendiéndose al norte hacia Augathella, al este hacia Bollon y al oeste hacia Thargomindah. 